# سكورجيرة زورقية
سكورجيرة زورقية (الاسم العلمي:Securigera carinata) هي نوع من النباتات يتبع جنس السكورجيرة من الفصيلة البقولية.